# برده‌داری نوین در ایران
برده‌داری نوین می‌تواند شامل تن‌فروشی، کار اجباری، گدایی، خدمت اجباری در خانه، قاچاق انسان، ازدواج اجباری و برداشتن و قاچاق اعضای بدن شود. به گفتهٔ سازمان ملل متحد چهرهٔ برده‌داری نوین در حال تغییر است و امروزه مردان و کودکان بیشتر از سال‌های پیشین به دام می‌افتند و قربانی کار اجباری می‌شوند اما همچنان سه چهارم از قربانیان در جهان زن هستند. ایران از جمله کشورهایی است که دولت یا زیر مجموعه‌های آن به همدستی در برده‌داری مدرن متهم شده‌اند.
گزارش شاخص جهانی برده‌داری مدرن نشان می‌دهد که ایران، کره شمالی، گینه استوایی و اریتره از جمله کشورهایی هستند که کم‌ترین اقدامات را علیه برده‌داری مدرن انجام می‌دهند. و در سال ۲۰۱۸ م.  ۱.۲۹ میلیون نفر تحت برده‌داری نوین در ایران بوده‌اند. بر اساس این گزارش‌ها که توسط چندین سازمان مدافع حقوق کارگران و ضد برده‌داری تهیه شده‌است، ۳ نفر از ۴ برده در جهان را زنان و دختران تشکیل می‌دهند که ۲۵ درصد از آنان زیر ۱۸ سال سن دارند. قربانیان در کارخانه‌ها، مزارع، معادن، و بخش ساختمان به کار مشغول بوده یا کارگر جنسی بوده‌اند یا به ازدواج اجباری مجبور شده‌اند.

## قاچاق انسان

وضعیت قاچاق انسان در خاورمیانهٔ بزرگ در سال ۲۰۱۹، سبز: ردیف ۱، زرد: ردیف ۲، قهوه‌ای: ردیف ۲ در لیست مراقبت، قرمز: ردیف ۳، آبی: موارد خاص

در گزارش سالیانهٔ وزارت امور خارجه ایالات متحدهٔ آمریکا دربارهٔ قاچاق انسان، ایران در جایگاه ردیف ۳ این گزارش که پایین‌ترین جایگاه در این گزارش است قرار می‌گیرد. به گفتهٔ وزارت خارجهٔ آمریکا دولتمردان ایران حداقل استانداردهای لازم برای حذف قاچاق انسان را برآورده نمی‌کنند؛ و تلاش قابل توجهی در این زمینه اجام نمی‌دهند و کودکان و بزرگسالان را مجبور به جنگ برای شبه نظامیان تحت رهبری ایران در سوریه می‌کنند. گروه‌های تحت حمایت ایران به جذب کودک سربازان در منطقه مشغول شده‌اند.

## مسائل کودکان

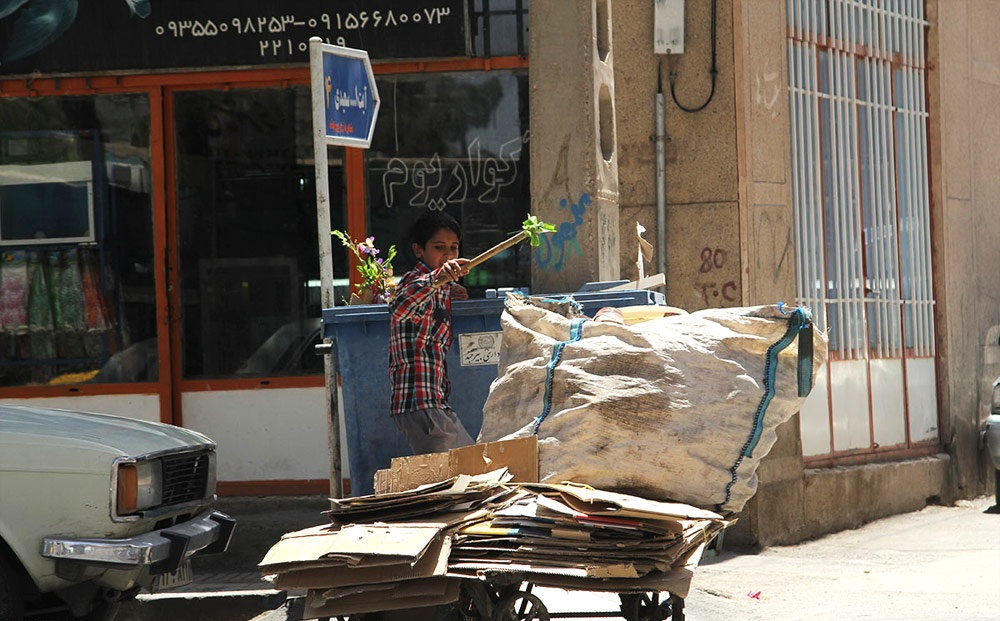
یک کودک کار در ایران در حال جمع‌آوری ضایعات

به گفتهٔ یکی از نمایندگان مجلس در سال ۱۳۹۶ ش. بین ۳ تا ۷ میلیون کودکان کار در ایران وجود دارد. که از این میان ۹۰۰ هزار نفر از آنان تا سال ۱۳۹۹ ش. ثبت رسمی شده‌اند. همچنین ۲۰ هزار نفر از این تعداد را در تهران تخمین می‌زنند. به گفتهٔ رئیس سازمان بهزیستی ایران ۹۲ درصد کودکان کار اتباع خارجی هستند. که از عمدتاً از کشورهای افغانستان و پاکستان به ایران وارد شده‌اند. ۵۰ درصد از این کودکان اوراق هویتی ندارند و از طریق قاچاق انسان به ایران وارد شده‌اند. آمارهای سازمان جهانی بهداشت نشان می‌دهد که کار اجباری کودکان در جهان از سال ۲۰۰۰ م. رو به کاهش است اما این آمار در ایران رو به افزایش است. ایران در طی ۳۵ سال نزدیک به ۳۰ طرح برای سازمان‌دهی کودکان کار و خیابان انجام داده که همگی با شکست مواجه شده‌اند. بسیاری از این کودکان مورد آزار و اذیت جسمی و جنسی قرار دارند و به گفتهٔ کنشگران با این کودکان نه تنها در جامعه، بلکه در مراکز دولتی نگهداری کودکان خیابانی هم بدرفتاری می‌شود. به گفتهٔ رسانه‌های ایران ۹۰ درصد از کودکان کار مورد تجاوز جنسی قرار می‌گیرند.

## کودک‌همسری
در ایران دختران زیر ۱۳ سال و پسران زیر ۱۵ سال با اجازهٔ پدر و «شرط مصلحت» که با تشخص دادگاه انجام می‌شود امکان‌پذیر است. بر اساس آماری سرشماری ایران در سال ۱۳۹۵ ش. نشان می‌دهد که سالانه به‌طور متوسط ۳۵ هزار دختربچه کم‌تر از ۱۵ سال و ۱۶۰ هزار نوجوان دختر ۱۵ تا ۱۸ ساله در ایران مجبور به ازدواج می‌شوند. این شرایط در حالی است که با افزایش ۳ برابری وام ازدواج در سال ۱۳۹۸ ش. به ۳۰ میلیون تومان کودک‌همسری در ایران به ۴ برابر رسیده‌است. و بر اساس آمار دولت ایران کودکان زیر ۱۵ سال به ویژه دختران از این وام استفاده کرده‌اند. این در حالی است که. کمیسیون قضایی مجلس شورای اسلامی دی ماه سال ۱۳۹۷ ش. طرح ممنوعیت ازدواج زیر ۱۳ سال را به دلیل آنچه مخالفت مراجع تقلید خواند، رد کرد.

## کارگران جنسی
به گزارش عصر ایران، بسیاری از کارگران جنسی در ایران از سنین زیر ۱۲ سال به تن‌فروشی در ایران مجبور می‌شوند و در حدود ۵۰ درصد از این زنان را زنان متأهل تشکیل می‌دهند که به دلیل شرایط اقتصادی به تن‌فروشی روی آورده‌اند.